# サトウキビ属
サトウキビ属（ーぞく、学名: Saccharum）は、イネ科・モロコシ連に属する背丈の高い多年生植物の属。
アフリカ、ユーラシア、オーストラリア、アメリカ州およびそれらに付随する島嶼部の熱帯、亜熱帯および暖帯に広く分布する。いくつかの種は自生地の外で栽培・帰化している。
サトウキビ属にはサトウキビが含まれる。サトウキビは一般に糖に富んだ節のある繊維質の茎を持ち、背丈は2–6メートル (6.6–19.7 ft) になる。サトウキビは全種ともに交雑しており、主要な商業的栽培品種は複数種からなる雑種である。

## 種
2021年9月時点で、Plants of the World Online は以下の種を認めている。日本にはワセオバナとその変種であるナンゴクワセオバナが自生している。
- Saccharum alopecuroidum (L.) Nutt. - アメリカ合衆国南東部
- Saccharum angustifolium (Nees) Trin. - 南米大陸
- Saccharum asperum (Nees) Steud. - 南米大陸
- Saccharum baldwinii Spreng. - アメリカ合衆国南東部
- Saccharum beccarii (Stapf) Cope - スマトラ島
- Saccharum brevibarbe (Michx.) Pers. - アメリカ合衆国南東部
- Saccharum coarctatum (Fern.) R. Webster - アメリカ合衆国南東部
- Saccharum contortum (Baldwin ex Elliott) Nutt. - アメリカ合衆国南東部
- Saccharum fallax Balansa - 中国、アッサム州、東南アジア
- Saccharum filifolium Steud. - アフガニスタン、ヒマラヤ山脈
- Saccharum formosanum (Stapf) Ohwi - 中国南部
- Saccharum giganteum (Walt.) Pers. - アメリカ合衆国南東部、キューバ、ジャマイカ、パラグアイ、アルゼンチン
- Saccharum griffithii Munro ex Aitch. - イエメンからバングラデシュにかけて
- Saccharum intermedium Welker & Peichoto
- Saccharum kajkaiense (Melderis) Melderis - オマーン、イラン、アフガニスタン、パキスタン
- Saccharum longesetosum (Andersson) V.Naray. ex Bor - 中国、ヒマラヤ山脈、インドシナ半島
- Saccharum maximum (Brongn.) Trin. - 太平洋島嶼部
- Saccharum narenga (Nees ex Steud.) Hack. - 中国、インド亜大陸、インドシナ半島、エチオピア
- Saccharum officinarum L. - ニューギニア島; 多くの温暖地域で帰化している
- Saccharum robustum Brandes & Jesw. ex Grassl - ニューギニア島
- Saccharum rufipilum Steud. - 中国、インド亜大陸、インドシナ半島
- Saccharum sikkimense (Hook.f.) V.Naray. ex Bor - ヒマラヤ山脈東部
- Saccharum × sinense Roxb. – 中国
- Saccharum spontaneum ワセオバナ L. - アジア、アフリカ、シチリア島、パプアジア（英語版）
- Saccharum stewartii Rajesw., R.R.Rao & Arti Garg - ヒマラヤ山脈西部
- Saccharum velutinum (Holttum) Cope - マレーシア半島部
- Saccharum villosum Steud. - 南米大陸、メソアメリカ
- Saccharum wardii (Bor) Bor ex Cope - アッサム州、ブータン、ミャンマー
- Saccharum williamsii (Bor) Bor ex Cope - ネパール

以下の種は2021年現在 Plants of the World Online では Lasiorhachis 属に移されている。
- Saccharum hildebrandtii (Hack.) Clayton → Lasiorhachis hildebrandtii
- Saccharum perrieri (A.Camus) Clayton. → Lasiorhachis perrieri
- Saccharum viguieri (A.Camus) Clayton → Lasiorhachis viguieri

以下の種は2021年現在 Plants of the World Online ではヨシススキ属に移されている。
- ヨシススキ Saccharum arundinaceum Retz. - 東・南・東南アジア; ニューギニア島 → Tripidium arundinaceum
- Saccharum bengalense Retz. - インド、パキスタン、イラン、アフガニスタン → Tripidium bengalense
- Saccharum kanashiroi (Ohwi) Ohwi - 琉球諸島 → Tripidium kanashiroi
- Saccharum procerum Roxb. - 中国、ヒマラヤ山脈、インドシナ半島 → Tripidium procerum
- Saccharum ravennae (L.) L. - ヨーロッパ、アジア、アフリカ → Tripidium ravennae
- Saccharum strictum (Host) Spreng. - イタリアからイランにかけて → Tripidium strictum

### かつて含まれていた種
多くの種が次の属に分類し直されている: Andropogon, Chloris, Digitaria, Eriochrysis, Eulalia, Gynerium, Hemarthria, Imperata, Lophopogon, Melinis, Miscanthus, Panicum, Pappophorum, Paspalum, Perotis, Pogonatherum, Pseudopogonatherum, Spodiopogon, および Tricholaena.